# Brat (Charli XCX)
Brat è il sesto album in studio della cantautrice britannica Charli XCX, pubblicato il 7 giugno 2024 dalla Atlantic.
Da un punto di vista sonoro, il disco segna un ritorno all'hyperpop del mixtape Pop 2 (2017), affrontando in questo caso temi più profondi come l'accettazione di se stessi, l'anoressia e le complicanze interne alle relazioni. Brat ha ricevuto ampi consensi da parte della critica specializzata, ottenendo il Grammy Award al miglior album dance/elettronico e quello al miglior design del packaging del 2025 su sei candidature, edizione in cui è finito anche in lizza per l'album dell'anno. È stato anche riconosciuto col BRIT Award all'album britannico del 2025.
Commercialmente l'album ha esordito alla prima posizione delle classifiche di Australia e Irlanda, e tra le prime dieci posizioni di numerose classifiche, tra cui quelle di Canada, Germania, Spagna e Svizzera. L'album è diventato il secondo album della cantante a raggiungere la prima posizione della Official Albums Chart britannica e il suo più alto piazzamento nella classifica Billboard 200 dell'artista alla terza posizione.

## Antefatti e pubblicazione
Successivamente al rinnovo del contratto discografico con l'Atlantic Records nel 2023 e la partecipazione alla colonna sonora del film Barbie con il brano Speed Drive e la collaborazione In the City con Sam Smith, la cantante ha iniziato a registrare e produrre il sesto progetto discografico.
Il primo singolo ufficiale dell'album Von Dutch è stato pubblicato il 29 febbraio 2024; del singolo è stata pubblicata una versione remix con Addison Rae e A. G. Cook il 22 marzo successivo. Von Dutch e altro materiale inedito inerente all'album, successivamente identificato nelle tracce 365 e Spring Breakers, sono stati presentati in anteprima il 22 febbraio 2024 durante un concerto tenuto della cantante a Brooklyn come parte di un set musicale organizzato dall'emittente londinese Boiler Room, evento che ha visto la partecipazione degli amici e collaboratori al disco A. G. Cook, George Daniel, Doss, Easyfun, Addison Rae e Julia Fox. Il 6 marzo seguente si è esibita sulle note di So I durante l'annuale cerimonia di premiazione dei Billboard Women in Music, mentre il 3 aprile le tracce B2B e Club Classics sono state pubblicate come doppio singolo promozionale.
Il secondo singolo 360 è stato pubblicato il 10 maggio 2024, remixato in una versione ufficiale da Robyn e Yung Lean il 31 maggio 2024. Il videoclip ufficiale di 360, pubblicato in contemporanea con il singolo, ha visto la partecipazione di numerose personalità mediatiche, incluse le attrici, incluse Chloë Sevigny, la
sopracitata Julia Fox e Rachel Sennott. Durante il proprio set al Primavera Sound Festival di Barcellona, festival, XCX ha proposto dal vivo 365 e Everything Is Romantic, quest'ultima per la prima volta in assoluto.
Brat è stato pubblicato il 7 giugno 2024, seguito il 10 giugno da un'edizione deluxe, intitolata Brat and It's the Same but There's Three More Songs So It's Not, contenente tre canzoni aggiuntive. Il 21 giugno è stata pubblicata una versione remix della traccia Girl, So Confusing con la cantante neozelandese Lorde. Il 1º agosto 2024 è stata pubblicata una versione remix del brano Guess, contenuta nell'edizione deluxe, con la partecipazione della cantante statunitense Billie Eilish. Il giorno seguente Apple è stato trasmesso alle radio italiane come terzo singolo dell'album. L'11 ottobre è stato pubblicato l'album di remix Brat and It's Completely Different but Also Still Brat, contenente sedici remix dei brani di Brat, inclusi quelli pubblicati nei mesi precedenti. L'annuncio è stato preceduto dalla pubblicazione del quinto remix, Talk Talk in collaborazione di Troye Sivan.

## Descrizione
Secondo Charli XCX, Brat è il suo «disco più aggressivo e conflittuale», ma anche il più vulnerabile per i temi personali trattati. Brat è un disco con sonorità electronic dance music, hyperpop, e dance pop; come ha dichiarato da Charli XCX a Billboard, Brat è prodotto da una fitta collezione di suoni per creare «questo minimalismo unico che è molto forte e audace»; la cantante ha anche affermato che Brat sia il progetto più vicino al mixtape del 2017 Pop 2 nella sua essenza. Shaad D'Souza di The Face ha paragonato i testo «subdoli e impertinenti, ma teneri e strazianti» di Brat alle compilation realizzate da Ministry of Sound e all'album di Rihanna del 2010 Loud.
Nella sua edizione standard, il progetto si compone di 15 tracce, scritte e prodotte dalla stessa artista con altri produttori e autori, tra cui A. G. Cook, Cirkut, Gesaffelstein, Hudson Mohawke, El Guincho, Jon Shave. Charli XCX ha confermato che il brano Girl, So Confusing esplora la sua relazione conflittuale con un'altra artista musicale di sesso femminile. Gli ascoltatori hanno ipotizzato che la canzone potesse essere su Marina Diamandis, Rina Sawayama o Lorde, la quale è stata successivamente confermata come la destinataria del brano al momento della pubblicazione della versione remix dello stesso. Sympathy Is a Knife fa riferimento a una situazione simile; è stato ipotizzato che la canzone parli della sua relazione con la collega statunitense Taylor Swift, così come della percezione di Charli del suo rapporto con il cantante dei the 1975 Matty Healy.
Discutendo circa la genesi di Talk Talk, Charli ha dichiarato che il brano è stato ispirato da un episodio avvenuto agli NME Awards del 2020, durante il quale era già consapevole di essere attratta da quello che sarebbe diventato il suo futuro fidanzato, George Daniel, ma non aveva ancora iniziato a frequentarlo. Dopo essersi stancata di mandargli messaggi, decise di seguirlo in bagno, arrivando a metà strada, salvo poi ripensarci. Rewind è stata scritta come risposta diretta al successo di Speed Drive, brano facente parte della colonna sonora del film campione di incassi del 2023 Barbie. Mean Girls una canzone parzialmente ispirata alla co-conduttrice del podcast Red Scare Dasha Nekrasova, e all'attrice e modella Julia Fox, si concentra sulla «fascinazione della società per le ragazze cattive». The Face ha definito il brano So I «un'esplorazione complessa del suo dolore per [la morte di] Sophie». Apple affronta il rapporto di XCX con i suoi genitori e il trauma intergenerazionale, usando la mela come metafora che simboleggia sia la connessione familiare che la natura del trauma: nella canzone, XCX dà un morso ad una mela che giudica come marcia e sente un impulso travolgente di fuggire dalla scena. I Think About It All The Time vede Charli XCX riflettere circa il tema della maternità dopo aver incontrato il figlio della sua amica e collaboratrice Noonie Bao.
L'edizione deluxe di Brat ha visto l'aggiunta di tre nuovi brani. Hello Goodbye è stato descritto come alimentato dal sentimento di «confusione legato ad un'infatuazione». In Guess Charli XCX sfida il destinatario del brano a indovinare il colore della sua biancheria intima, che i critici hanno definito «sfacciatamente civettuolo e allusivo». Spring Breakers suggerisce che l'audacia di Charli XCX le impedisca di partecipare a eventi dell'industria musicale come i Grammy Awards.

## Accoglienza
| Recensione     | Giudizio |
| -------------- | -------- |
| Allmusic       |          |
| Clash          | 9/10     |
| Consequence    | 9.1/10   |
| Exclaim!       | 9/10     |
| The Guardian   |          |
| NME            |          |
| Paste          | 9/10     |
| Pitchfork      | 8.6/10   |
| Rolling Stone  |          |
| Slant Magazine |          |

Brat ha ottenuto recensioni positive da parte della critica specializzata. Sull'aggregatore di recensioni Metacritic, che assegna una valutazione in centesimi calcolando la media di recensioni professionali, l'album ha totalizzato un punteggio di 95 centesimi basato su ventiquattro giudizi professionali.
Meaghan Garvey di Pitchfork ha definito l'album come uno dei migliori nel genere pop dell'anno, ritenendo che la cantautrice «scrivendo Brat, ha messo a tacere la figura professionale che è in lei, ha messo insieme suoni e parole in rima, affrontando i testi come se stesse scrivendo un messaggio di gossip a un'amica».
Laura Snapes del The Guardian afferma che «a differenza di Crash, che ha portato la gioia delle folle, in Brat le texture sono decisamente underground», definendolo «un disco tattile, crudo e toccante» in cui «le sue vulnerabilità non sono mai state così ampiamente esposte e l'intimità della sua conversazione ne sottolinea la risonanza». Anche Hannah Mylrea di NME scrive che rispetto ai progetti precedenti Brat vede Charlie XCX «spingersi oltre i limiti del proprio mondo sonoro» portando nelle tracce «ritmi incalzanti, sintetizzatori sfacciati, una produzione da Leftfield e linee vocali che oscillano tra battute sconclusionate e frasi totalmente oneste e liberatorie».
Sal Cinquemani di Slant Magazine riporta che l'album sia ispirato alla «musica da club della metà degli anni 2000 influenzata dai Ministry of Sound», prodotto con «forme e suoni irriconoscibili» in cui si impostano testi «audaci, brillanti e inequivocabili». Jem Aswad di Variety definisce il progetto «un audace capitolo» poiché «melodicamente e musicalmente sofisticato, con una produzione straordinariamente dettagliata», in cui «l'innovazione e l'autoesame non sono temi facili assieme, quindi non dovrebbe sorprendere se i risultati sono un po' disordinati dal punto di vista emotivo, ma è raro che siano così pienamente realizzati sotto ogni altro aspetto».
Riconoscimenti di fine anno
- 1º — Consequence[71]
- 1º — Rolling Stone[72]
- 1º — Stereogum[73]
- 2º — The Independent[74]
- 2º — Pitchfork[75]
- 6º — Paste[76]
- 7º — The New Yorker[77]

## Tracce
1. 360 – 2:13 (Charlotte Aitchison, Alexander Guy Cook, Henry Walter, Finn Keane, Omer Fedi, Blake Slatkin)
2. Club Classics – 2:33 (Charlotte Aitchison, George Daniel)
3. Sympathy Is a Knife – 2:31 (Charlotte Aitchison, Finn Keane, Jonathan Shave)
4. I Might Say Something Stupid – 1:49 (Charlotte Aitchison, Mike Lévy)
5. Talk Talk – 2:41 (Charlotte Aitchison, Alexander Guy Cook, Ross Matthew Birchard)
6. Von Dutch – 2:44 (Charlotte Aitchison, Finn Keane)
7. Everything Is Romantic – 3:23 (Charlotte Aitchison, Pablo Díaz-Reixa)
8. Rewind – 2:48 (Charlotte Aitchison, Henry Walter, Alexander Guy Cook)
9. So I – 3:31 (Charlotte Aitchison, Finn Keane, Jonathan Shave)
10. Girl, So Confusing – 2:54 (Charlotte Aitchison, Alexander Guy Cook)
11. Apple – 2:31 (Charlotte Aitchison, George Daniel, Linus Wiklund, Noonie Bao)
12. B2b – 2:58 (Charlotte Aitchison, Mike Lévy)
13. Mean Girls – 3:09 (Charlotte Aitchison, Alexander Guy Cook, Ross Matthew Birchard)
14. I Think About It All the Time – 2:15 (Charlotte Aitchison, Alexander Guy Cook, Finn Keane, Jonathan Shave)
15. 365 – 3:23 (Charlotte Aitchison, Alexander Guy Cook)

Traccia bonus nell'edizione giapponese
1. Talk Talk (feat. Troye Sivan) – 2:53 (Charlotte Aitchison, Alexander Guy Cook, Birchard, Troye Mellet, Brett McLaughlin, Kaelyn Behr, Kevin Hickey, Adam Novodor)

Tracce bonus nell'edizione deluxe Brat and It's the Same but There's Three More Songs So It's Not
1. Hello Goodbye – 3:39 (Charlotte Aitchison, Alexander Guy Cook)
2. Guess – 2:22 (Charlotte Aitchison, Dylan Brandy, Harrison Patrick Smith, The Dare)
3. Spring Breakers – 2:22 (Alexander Guy Cook, Finn Keane, Jon Shave)

## Successo commerciale
Nel Regno Unito, Brat ha esordito alla seconda posizione della UK Albums Chart con 27234 unità, facendo ottenere a Charli il secondo album tra le prime dieci posizioni della classifica. Il progetto si è posizionato immediatamente dietro a The Tortured Poets Department di Taylor Swift, scatenando una polemica tra i media che hanno accusato Swift di aver monopolizzato la prima posizione nel Regno Unito pubblicando una nuova versione del suo album disponibile solo nel Regno Unito la stessa settimana in cui è uscito Brat. Nel corso della prima settimana di vendita dell'album fan di Charli XCX hanno organizzato manifestazioni contro Swift, cosa che ha portato la cantante inglese a dissociarsi pubblicamente dai suoi sostenitori. Successivamente alla pubblicazione della versione remix del progetto, le copie vendute sono state conteggiate con la versione originale come da regolamento, permettendo all'album di raggiungere la prima posizione della classifica britannica, il secondo album di Charli a ottenere tale risultato dopo Crash (2022).
Negli Stati Uniti Brat ha esordito al terzo posto della Billboard 200 con 77000 unità, divenendo l'album di Charli con la più alta posizione in classifica nel Paese. Inoltre, con 46.72 milioni di streaming, Charli ha ottenuto le vendite complessive più alte della prima settimana e la più grande settimana di streaming di sempre.

## Classifiche

### Classifiche settimanali
| Classifica (2024) | Posizione massima |
| ----------------- | ----------------- |
| Australia         | 1                 |
| Austria           | 7                 |
| Belgio (Fiandre)  | 5                 |
| Belgio (Vallonia) | 6                 |
| Canada            | 4                 |
| Croazia           | 1                 |
| Danimarca         | 9                 |
| Francia           | 16                |
| Germania          | 5                 |
| Grecia            | 63                |
| Irlanda           | 1                 |
| Islanda           | 8                 |
| Italia            | 15                |
| Lituania          | 7                 |
| Norvegia          | 33                |
| Nuova Zelanda     | 4                 |
| Paesi Bassi       | 4                 |
| Polonia           | 12                |
| Portogallo        | 5                 |
| Regno Unito       | 1                 |
| Spagna            | 5                 |
| Stati Uniti       | 3                 |
| Svezia            | 12                |
| Svizzera          | 7                 |
| Ungheria          | 11                |

### Classifiche di fine anno
| Classifica (2024) | Posizione |
| ----------------- | --------- |
| Australia         | 18        |
| Austria           | 43        |
| Belgio (Fiandre)  | 36        |
| Belgio (Vallonia) | 151       |
| Canada            | 57        |
| Croazia           | 7         |
| Danimarca         | 75        |
| Francia           | 101       |
| Germania          | 72        |
| Polonia           | 91        |
| Portogallo        | 22        |
| Ungheria          | 76        |

## Riconoscimenti
- Billboard Music Awards[107]
  - 2024 – Candidatura al miglior album dance/elettronico

- BRIT Awards[14]
  - 2025 – Album britannico dell'anno

- Grammy Awards[13]
  - 2025 – Candidatura all'album dell'anno
  - 2025 – Miglior album dance/elettronico
  - 2025 – Miglior design del packaging

- iHeartRadio Music Awards[108]
  - 2025 – Album dance dell'anno

- Ivor
  - 2025 – Miglior album[109]

- Premio Mercury[110]
  - 2025 – Candidatura all'album dell'anno